# Fuente del Mercado
Marktbrunnen (lit.: Fuente del Mercado) es una fuente renacentista situada en la plaza del Mercado de la Altstadt de Maguncia, en Alemania. Fue donada por Alberto de Maguncia y hecha a mano en el taller del escultor local Hans Backoffen. El Marktbrunnen representa una de las primeras fuentes arquitectónicas formadas con adornos del renacimiento.

## Descripción
Los motivos para la donación de la fuente a la comunidad de Maguncia fueron dos acontecimientos. Por un lado, el donante príncipe elector y cardenal Alberto celebró el fin de la guerra de los campesinos alemanes en su residencia electoral. En abril de 1525 se habían producido disturbios y la aprobación de 31 artículos de la población insurgente. La administración municipal y el cabildo de la catedral tenían que estar de acuerdo con estos artículos, en ausencia del elector. Con la inscripción en la fuente representativa del mercado Alberto honró al emperador Carlos V y su victoria en la batalla de Pavía sobre Francisco I de Francia, cuya captura también se menciona.